# وزارت امور داخله ارمنستان
وزارت امور داخله (Ministry of Internal Affairs of the Republic of Armenia) وزارت دولت ارمنستان است که بر پلیس جمهوری ارمنستان، خدمات مهاجرت و شهروندی و خدمات نجات نظارت دارد. ریاست این وزارتخانه بر عهده وزیر امور داخلی است که با حکم نخست‌وزیر ارمنستان منصوب می‌شود. وزیر مسئول از نوامبر ۲۰۲۴ بر عهده آرپینه سارگسیان است
در ۲۱ ژوئن ۱۹۹۲، رئیس‌جمهور لوون تر-پتروسیان، وزارت امور داخله را از وزارت کشور ارمنستان سابق شوروی و نیروهای داخلی شوروی ایجاد کرد. تا دسامبر ۲۰۰۲ که این وزارتخانه به پلیس ارمنستان سازماندهی شد، فعالیت داشت reorganized into the Police of Armenia.
در سال ۲۰۱۹، وزارت دادگستری به عنوان بخشی از استراتژی سه ساله دولت برای اصلاحات پلیس توصیه کرد که این وزارتخانه مجدداً تأسیس شود. در سال ۲۰۲۱، نخست‌وزیر نیکول پاشینیان برنامه‌های خود را برای بازآفرینی وزارت کشور اعلام کرد.
در ۲۴ نوامبر ۲۰۲۲، طی جلسه عادی کابینه به ریاست پاشینیان، پیش نویس قانونی در مورد ایجاد مجدد وزارت امور داخلی به تصویب رسید، و وزارت موقعیت‌های اضطراری فعالیت خود را طبق برنامه انتقال متوقف کرد. در ماه دسامبر، مجلس ملی ارمنستان پیشنهاد دولت برای راه اندازی این وزارتخانه را تصویب کرد. پاشینیان خاطرنشان کرد که هدف از ایجاد وزارت داخله با هدف «افزایش اثربخشی کار پلیس» بود و این اقدام مورد حمایت نمایندگان پارلمان قرار گرفت که یکی از آنها گفت که این اقدام باعث افزایش «نظارت دموکراتیک خواهد شد». ” از پلیس

## فهرست وزیران
- فهرست رئیسان پلیس ارمنستان

## یادداشت
1. ↑  David Hambaryan
2. ↑  Aram Hovhannisyan
3. ↑  Kamo Tsutsulyan